# Chris Pine
Chris Pine, rodným jménem  Christopher Whitelaw Pine (* 26. srpna 1980 v Los Angeles, Kalifornie, USA) je americký herec.
Pochází z herecké rodiny, herci byli nejen oba jeho rodiče, ale i jeho babička. Přesto se ale prý původně hercem vůbec stát nechtěl, studoval proto nejprve angličtinu na univerzitě v kalifornském Berkeley, teprve později odešel studovat na divadelní konzervatoř do Velké Británie. Zde také poprvé účinkoval v britských divadlech.
Svoji první malou televizní roli si odbyl ještě v dětském věku v roce 1994 v seriálu Pohotovost, v roce 2003 vystupoval také v další malé roli v televizním seriálu Kriminálka Miami. První větší roli dostal ve snímku Deník princezny 2: Královské povinnosti, kde hrál nejen lorda a možného budoucího krále ve fiktivní zemi Genovii, ale i partnera a milého princezny a královny Mii Thermopolisové resp. Anne Hathawayové. V roce 2006 účinkoval ve snímcích Dorothy s Diane Keatonovou, účinkoval v komedii Jen trošku štěstí a zahrál si i v akčním snímku Sejmi eso.
V roce 2009 ztvárnil kapitána Jamese T. Kirka ve filmu Star Trek režiséra J. J. Abramse. Tuto postavu si zopakoval i v následujících snímcích Star Trek: Do temnoty (2013) a Star Trek: Do neznáma (2016). 

## Filmografie

### Film
| Rok  | Název                                   | Role                                      | Poznámky               |
| ---- | --------------------------------------- | ----------------------------------------- | ---------------------- |
| 2004 | Why Germany?                            | Chris                                     | krátkometrážní film    |
| 2004 | Deník princezny 2: Královské povinnosti | Nicholas Devereaux                        |                        |
| 2005 | Zpovědní tajemství                      | Luther Scott                              |                        |
| 2005 | The Bulls                               | Jason                                     | krátkometrážní film    |
| 2006 | Jen trošku štěstí                       | Jake Hardin                               |                        |
| 2006 | Rande naslepo                           | Danny Valdessecchi                        |                        |
| 2006 | Sejmi eso                               | Darwin Tremor                             |                        |
| 2008 | Víno roku                               | Bo Barrett                                |                        |
| 2009 | Star Trek                               | James T. Kirk                             |                        |
| 2009 | Přenašeči                               | Brian Green                               |                        |
| 2009 | Beyond All Boundaries                   | Hanson Baldwin / seržant Bill Reed (hlas) |                        |
| 2010 | Small Town Saturday Night               | Rhett Ryan                                |                        |
| 2010 | Quantum Quest: A Cassini Space Odyssey  | Dave (hlas)                               |                        |
| 2010 | Nezastavitelný                          | Will Colson                               |                        |
| 2012 | Celeste a Jesse navždy                  | Rory Shenandoah                           |                        |
| 2012 | Tohle je válka!                         | Franklin "FDR" Foster                     |                        |
| 2012 | Lidé jako my                            | Sam Harper                                |                        |
| 2012 | Legendární parta                        | Jack Frost (hlas)                         |                        |
| 2013 | Star Trek: Do temnoty                   | James T. Kirk                             |                        |
| 2014 | Jack Ryan: V utajení                    | Jack Ryan                                 |                        |
| 2014 | Šofér                                   | Roger Karos                               |                        |
| 2014 | Šéfové na zabití 2                      | Rex Hanson                                |                        |
| 2014 | Čarovný les                             | Popelčin princ                            |                        |
| 2015 | Z for Zachariah                         | Caleb                                     |                        |
| 2015 | Figures of Speech                       | sám sebe                                  | dokument               |
| 2016 | Do posledního dechu                     | Bernie Webber                             |                        |
| 2016 | Za každou cenu                          | Toby Howard                               |                        |
| 2016 | Star Trek: Do neznáma                   | James T. Kirk                             |                        |
| 2017 | Wonder Woman                            | Steve Trevor                              |                        |
| 2018 | V pasti času                            | Dr. Alexander Murry                       |                        |
| 2018 | Král psanec                             | Robert Bruce                              |                        |
| 2018 | Spider-Man: Paralelní světy             | Peter Parker / Spider-Man (hlas)          |                        |
| 2019 | Love, Antosha                           | Sám sebe                                  | dokument               |
| 2020 | Wonder Woman 1984                       | Steve Trevor                              |                        |
| 2022 | The Contractor                          | James Harper                              |                        |
| 2022 | To nic, drahá                           | Frank                                     |                        |
| 2022 | Doula                                   | doktor                                    |                        |
| 2022 | Všechny staré nože                      | Henry Pelham                              |                        |
| 2023 | Dungeons & Dragons: Čest zlodějů        | Edgin Darvis                              | také výkonný producent |
| 2023 | Poolman                                 | Darren Barrenman                          | také režisér           |
| 2023 | Přání                                   | král Magnifico (hlas)                     |                        |

### Televize
| Rok       | Název                                 | Role                        | Poznámky                            |
| --------- | ------------------------------------- | --------------------------- | ----------------------------------- |
| 2003      | Pohotovost                            | Levine                      | díl: „Tisíc jeřábů“                 |
| 2003      | Ten, kdo tě chrání                    | Lonnie Grandy               | díl: „Hazel Park“                   |
| 2003      | Kriminálka Miami                      | Tommy Chandler              | díl: „Extrém“                       |
| 2004      | American Dreams                       | Joey Tremain                | díl: „Tidings of Comfort and Joy“   |
| 2005      | Odpočívej v pokoji                    | mladý Sam Hoviak            | díl: „Tančíš pro mě“                |
| 2006      | Surrender, Dorothy                    | Shawn Best                  | TV film                             |
| 2009      | Saturday Night Live                   | sám sebe                    | díl: „Justin Timberlake/Ciara“      |
| 2014      | Robot Chicken                         | kapitán Jake (hlas)         | díl: „Noidstrom Rack“               |
| 2015      | Léto k nepřežití: První den v táboře  | Eric                        | 5 dílů                              |
| 2015–2018 | SuperMansion                          | Dr. Devizo/Robo-Dino (hlas) |                                     |
| 2017      | Angie Tribeca                         | Dr. Thomas Hornbein         | 3 díly                              |
| 2017      | Saturday Night Live                   | sám sebe                    | díl: „Chris Pine/LCD Soundsystem“   |
| 2017      | Breakthrough                          | sám sebe                    | díl: „Episode: Power to the People“ |
| 2017      | Léto k nepřežití: O deset let později | Eric                        | 4 díly                              |
| 2019      | I Am the Night                        | Jay Singletary              | také výkonný producent              |
| 2019      | Americký táta                         | Alistair Covax (hlas)       | díl: „Rabbit Ears“                  |
| 2020      | Home Movie: The Princess Bride        | Westley                     | díl: „Chapter One: As You Wish“     |

### Videohry
| Rok  | Název     | Role                 |
| ---- | --------- | -------------------- |
| 2013 | Star Trek | James T. Kirk (hlas) |

### Hudební videoklip
| Rok  | Název         | Role           |
| ---- | ------------- | -------------- |
| 2012 | "All I Want"  | The Ivy Walls  |
| 2013 | "Queenie Eye" | Paul McCartney |
| 2018 | "White Ocean" | The Ivy Walls  |

### Divadlo
| Rok  | Název                       | Role            | Lokalita         |
| ---- | --------------------------- | --------------- | ---------------- |
| 2006 | The Atheist                 | Augustine Early | Center Stage, NY |
| 2007 | Fat Pig                     | Carter          | Geffen Playhouse |
| 2009 | Farragut North              | Stephen         | Geffen Playhouse |
| 2010 | The Lieutenant of Inishmore | Padraic         | Mark Taper Forum |

## Ocenění a nominace
| Rok  | Ocenění                                             | Kategorie                                          | Práce                                | Výsledek  |
| ---- | --------------------------------------------------- | -------------------------------------------------- | ------------------------------------ | --------- |
| 2009 | Ovation Award                                       | nejlepší herec v hlavní roli: divadelní hra        | Farragut North                       | nominace  |
| 2009 | Boston Society of Film Critics Award                | nejlepší obsazení                                  | Star Trek                            | vítězství |
| 2009 | Washington D.C. Area Film Critics Association Award | nejlepší obsazení                                  | Star Trek                            | nominace  |
| 2009 | Teen Choice Awards                                  | nejlepší herec                                     | Star Trek                            | nominace  |
| 2009 | Teen Choice Awards                                  | nejlepší souboj (seZacharym Quinto)                | Star Trek                            | nominace  |
| 2009 | Scream Award                                        | nejlepší herec ve sci-fi filmu nebo televizní show | Star Trek                            | vítězství |
| 2009 | Detroit Film Critics Society Award                  | objev roku                                         | Star Trek                            | nominace  |
| 2009 | Detroit Film Critics Society Award                  | nejlepší obsazení                                  | Star Trek                            | nominace  |
| 2009 | ShoWest Award                                       | filmová hvězda zítřka                              | filmová hvězda zítřka                | vítězství |
| 2010 | People's Choice Award                               | nejlepší filmová hvězda                            | nejlepší filmová hvězda              | nominace  |
| 2010 | MTV Movie Award                                     | objev roku                                         | Star Trek                            | nominace  |
| 2010 | MTV Movie Award                                     | nejlepší hvězda                                    | Star Trek                            | nominace  |
| 2010 | Broadcast Film Critics Association Award            | nejlepší filmové obsazení                          | Star Trek                            | nominace  |
| 2010 | Los Angeles Drama Critics Circle Award              | nejlepší herec v hlavní roli: divadelní hra        | The Lieutenant of Inishmore          | vítězství |
| 2012 | Teen Choice Award                                   | nejlepší herec: romantický film                    | Tohle je válka!                      | nominace  |
| 2013 | Teen Choice Award                                   | nejlepší letní filmová hvězda: muž                 | Star Trek: Do neznáma                | nominace  |
| 2013 | CinemaCon Award                                     | mužská filmová hvězda roku                         | mužská filmová hvězda roku           | vítězství |
| 2014 | People's Choice Award                               | nejlepší filmové duo (seZacharym Quinto)           | Star Trek: Do neznáma                | nominace  |
| 2014 | Detroit Film Critics Society Award                  | nejlepší obsazení                                  | Čarovný les                          | nominace  |
| 2014 | Satellite Award                                     | nejlepší obsazení                                  | Čarovný les                          | vítězství |
| 2016 | Cena Emmy                                           | Outstanding Character Voice-Over Performance       | SuperMansion                         | nominace  |
| 2016 | Teen Choice Awards                                  | nejlepší herec: teenagerský film                   | Star Trek: Do neznáma                | nominace  |
| 2016 | Broadcast Film Critics Association Award            | nejlepší obsazení                                  | Za každou cenu                       | nominace  |
| 2016 | Washington D.C. Area Film Critics Association Award | nejlepší obsazení                                  | Za každou cenu                       | vítězství |
| 2016 | San Diego Film Critics Society                      | nejlepší herec v hlavní roli                       | Za každou cenu                       | nominace  |
| 2016 | San Diego Film Critics Society                      | nejlepší obsazení                                  | Za každou cenu                       | vítězství |
| 2016 | Detroit Film Critics Society Award                  | nejlepší obsazení                                  | Za každou cenu                       | nominace  |
| 2017 | People's Choice Awards                              | nejlepší herec v hlavní roli: dramatický           | Do posledního dechu / Za každou cenu | nominace  |
| 2017 | Jupiter Award                                       | nejlepší mezinárodní herec                         | Star Trek: Doneznáma                 | nominace  |
| 2017 | Cena Saturn                                         | nejlepší herec                                     | Star Trek: Doneznáma                 | nominace  |
| 2017 | Teen Choice Awards                                  | nejlepší herec: akční film                         | Wonder Woman                         | nominace  |
| 2018 | Cena Saturn                                         | nejlepší herec ve vedlejší roli                    | Wonder Woman                         | nominace  |